# سفارة الولايات المتحدة في اليونان
سفارة الولايات المتحدة في اليونان هي أرفع تمثيل دبلوماسي لدولة الولايات المتحدة لدى اليونان. تقع السفارة في أثينا وهي تهدف لتعزيز المصالح الأمريكية في اليونان.

## وصلات خارجية
- الموقع الرسمي
- قائمة سفارات الولايات المتحدة
- قائمة السفارات في اليونان